# An Ye-seul
An Ye-seul (28 de octubre de 1995) es una cantante surcoreana. Ella es conocida como una de los Mejores 9 del programa Superstar K4  de  Mnet.

## Carrera
En 2012, participó en Superstar K4. Finalmente ubicándose entre los mejores nueve.
En 2016, participó en el espectáculo Produce 101 (Mnet).

## Discografía

### Sencillos
| Título                                              | Año  | Posición en las listas | Posición en las listas | ventas                       | Álbum                 |
| Título                                              | Año  | KOR Gaon               | US World               | ventas                       | Álbum                 |
| --------------------------------------------------- | ---- | ---------------------- | ---------------------- | ---------------------------- | --------------------- |
| "The Unwritten Legend"                              | 2012 | —                      | —                      | Superstar K4 Top 12 - Part.1 |                       |
| "Sk8er Boi"                                         | 2012 | —                      | —                      | Superstar K4 Top 12 - Part.2 |                       |
| "Love Leaves"                                       | 2013 | 78                     | —                      | 24,354+                      | Two Weeks OST Parte.2 |
| "Walk"                                              | 2014 | —                      | —                      | Real One                     |                       |
| "Unable"                                            | 2015 | —                      | —                      |                              |                       |
| "Ily"                                               | 2015 | —                      | —                      |                              |                       |
| "To Memory" (Repeat featuring An Ye-seul)           | 2015 | —                      | —                      |                              |                       |
| "Between Calmness and Passion" (with Son Joon-hyuk) | 2015 | —                      | —                      |                              |                       |

## Filmografía

### Serie de TV
| Año  | Título       | Papel      | Red  |
| ---- | ------------ | ---------- | ---- |
| 2012 | Superstar K4 | ella misma | Mnet |
| 2016 | Produce 101  | ella misma | Mnet |